# Семчена
Семчена — река в Костромской области России.
Исток — болото Семченово. Протекает в юго-восточном направлении по территории Кадыйского района. Впадает в Нёмденский залив Горьковского водохранилища в 5 км от него по правому берегу. До образования водохранилища впадала непосредственно в реку Нёмду. Длина реки составляет 11 км. На берегу расположена деревня Жаравино и несколько нежилых деревень. Правый приток — Желниха.

## Данные водного реестра
По данным государственного водного реестра России относится к Верхневолжскому бассейновому округу, водохозяйственный участок реки — Волга от города Кострома до Горьковского гидроузла (Горьковское водохранилище), без реки Унжа, речной подбассейн реки — Волга ниже Рыбинского водохранилища до впадения Оки. Речной бассейн реки — (Верхняя) Волга до Куйбышевского водохранилища (без бассейна Оки).
Код объекта в государственном водном реестре — 08010300412110000014350.

## Топографическая карта
- Лист карты O-38-XX. Масштаб: 1 : 200 000. Состояние местности на 1979-1982 год. Издание 1986 г.